# Френк Бенфорд
Френк Альберт Бенфорд-молодший (англ. Frank Albert Benford Jr.; 29 травня 1883, Джонстаун — 4 грудня 1948, Скенектаді) — американський інженер і фізик, відомий тим, що заново відкрив і узагальнив закон Бенфорда, статистичне твердження про нерівномірності зустрічальності цифр у списках даних. Закон Бенфорда популяризував Марк Нігріні, професор бухгалтерського обліку Університету Західної Вірджинії, як один із способів виявлення аномалій в табличних даних.
Бенфорд також відомий тим, що розробив в 1937 році прилад для вимірювання показника заломлення в склі. Він був фахівцем в області оптичних вимірювань, опублікував 109 наукових робіт в області оптики і математики і отримав 20 патентів на різноманітні оптичні прилади.
Дата народження Бенфорда вказується по-різному, іноді як 29 травня, іноді як 10 липня 1883 року. Закінчивши Мічиганський університет у 1910 році, Бенфорд працював в компанії General Electric: 18 років у світлотехнічної лабораторії, а потім 20 років (до відходу на пенсію в липні 1948 року) — у науково-дослідній лабораторії. Помер він раптово в своєму домі 4 грудня 1948 року.